# St. Benedikt (Güterglück)

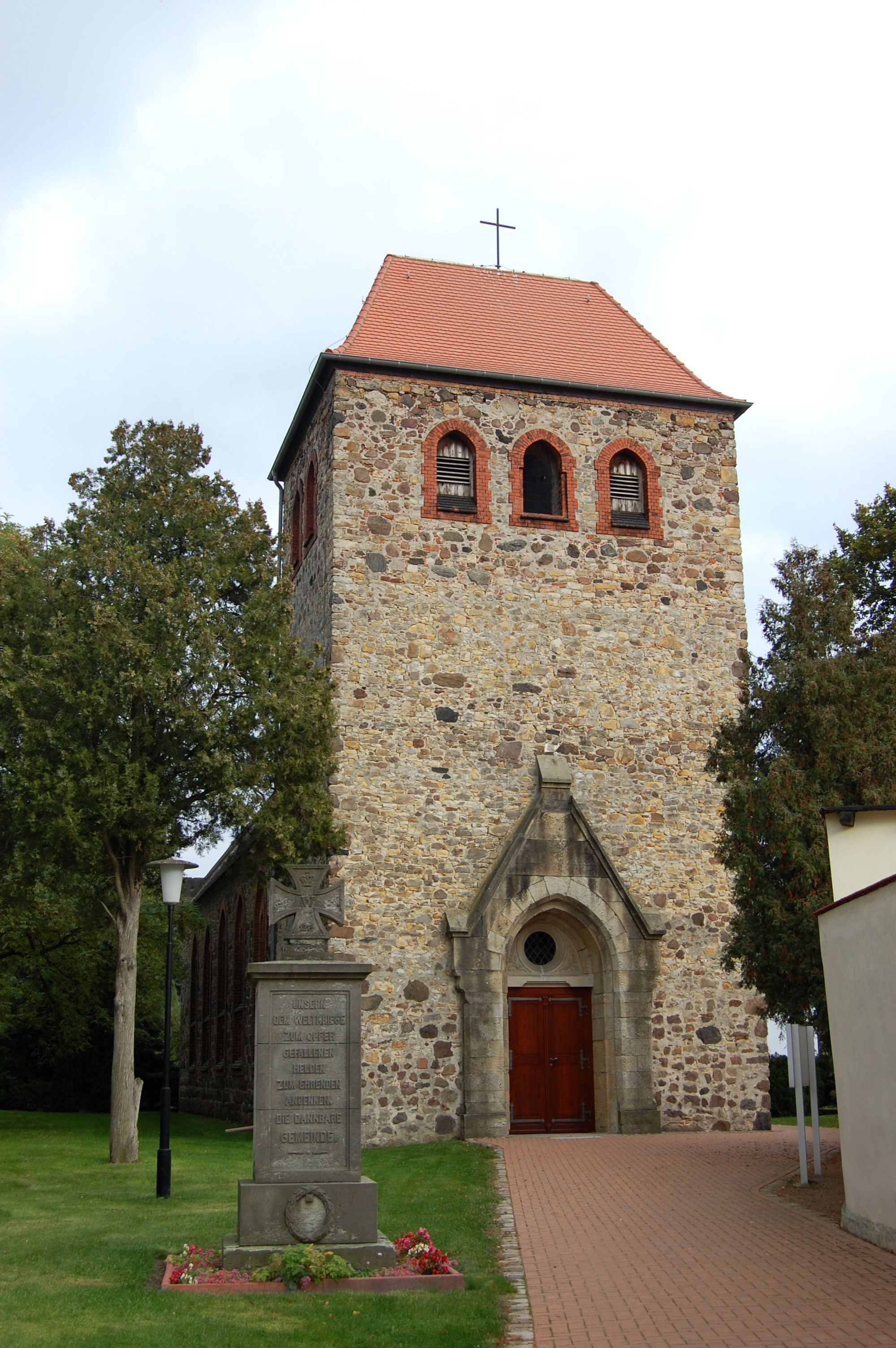
Kirchturm der Sankt-Benedikt-Kirche

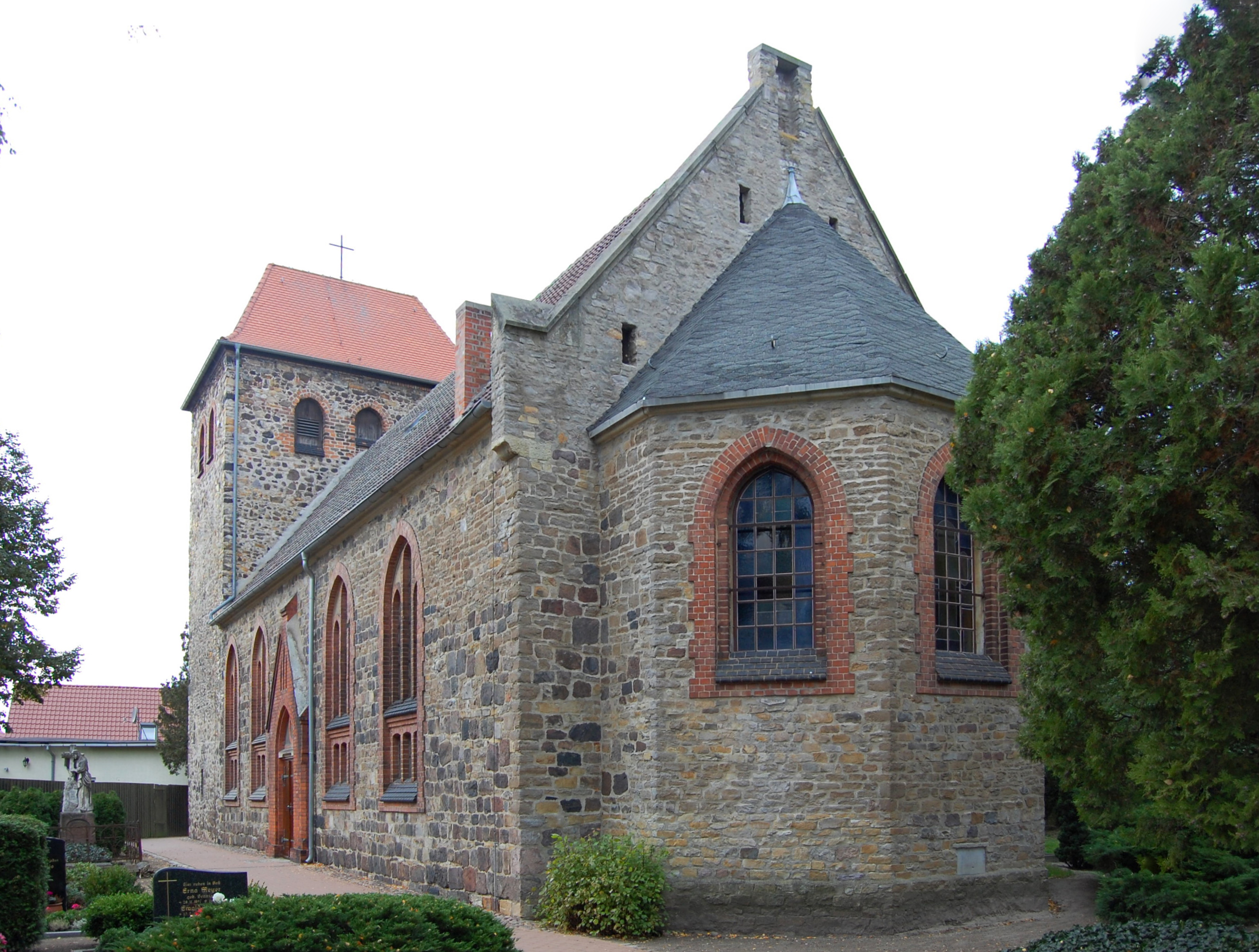
Ostseite

Sankt Benedikt ist die evangelische Kirche des zur Stadt Zerbst/Anhalt gehörenden Dorfes Güterglück in Sachsen-Anhalt. Die Kirche gehört zum Kirchenkreis Elbe-Fläming der Evangelischen Kirche in Mitteldeutschland und befindet sich im südlichen Teil des Dorfes an der Dorfstraße.

## Architektur und Geschichte
Die Kirche entstand an der Stelle eines aus der Zeit der Spätromanik stammenden Vorgängerbaus. Auf den Grundmauern des 1900 wegen Baufälligkeit abgerissenen Schiffs der alten Sankt-Benedicti-Kirche wurde noch 1900 das jetzige Gebäude im neogotischen Stil errichtet. Als Baumaterial dienten Feldsteine. Die Gewände der Fenster und Türen wurden aus Backstein hergestellt. Die Saalkirche verfügt an ihrer Westseite über einen Kirchturm, der die gesamte Breite des Schiffs einnimmt und vom Vorgängergebäude erhalten blieb. In seine westliche Seite wurde ein Eingangsportal eingefügt. Auf seiner Spitze befindet sich ein Kreuz. An der Ostseite wird der in das Schiff eingezogene Chor mit einem Fünfachtelschluss abgeschlossen.
Das Kircheninnere wird von einer Holztonnendecke überspannt. Im Chor besteht ein Rippengewölbe. An der südlichen und westlichen Wand befinden sich Emporen. Die hölzerne Innenausstattung stammt aus dem Jahr 1866 und ist im Stil der Neogotik gefertigt. Taufstein und Altar entstanden im Jahr 1900. Der Taufstein enthält jedoch ein altes Zinnbecken, das nach seiner Stiftungsinschrift bereits 1624 entstand.
Älteren Datums ist ein weiterer halbkugelförmiger Taufstein, der aus der Zeit der Spätromanik stammt und im Turm aufgestellt wurde. Er ist mit einem Bogenfries verziert.
Die Orgel ist pneumatisch und wurde um 1900 gebaut. Sie verfügt über elf Register und 690 Pfeifen. 1981 wurden Windlade und Pneumatik erneuert.
Westlich der Kirche steht ein Kriegerdenkmal für die Gefallenen des Ersten Weltkrieges. Im November 1996 wurde in der Nähe der Kirche ein Gedenkstein für die Gefallenen des Zweiten Weltkriegs und die Opfer eines Bombenangriffs vom 15. April 1945 errichtet. Östlich der Kirche befindet sich der Friedhof.